# Z 13 Erich Koellner
Le Z 13 Erich Koellner est un destroyer de classe 1934A construit pour la Kriegsmarine au milieu des années 1930.

## Historique
Au début de la Seconde Guerre mondiale, le navire est encore en formation. Au début de l'année 1940, il effectue deux opérations de mouillage de mines au large des côtes anglaises qui coulent six navires marchands. Au début de la campagne de Norvège, commandé par Alfred Schulze-Hinrichs, l'Erich Koellner prend part aux deux batailles navales de Narvik à la mi-avril 1940, au cours duquel il fut gravement endommagé par des navires britanniques lors de la deuxième bataille de Narvik. Le navire est sabordé par son équipage peu de temps après.